# Lynn Harrell
Pour les articles homonymes, voir Harrell.
Lynn Harrell, né le 30 janvier 1944 à New York et mort le 27 avril 2020 à Santa Monica, est un violoncelliste américain.

## Biographie
Né à New York le 30 janvier 1944 de parents musiciens (son père, Mack Harrell, est baryton et sa mère, Marjorie Fulton, violoniste), Harrell décide à l'âge de huit ans d'apprendre le violoncelle. Après avoir terminé ses études secondaires, il étudie à la Juilliard School de New York puis au Curtis Institute of Music de Philadelphie où il a comme professeurs Leonard Rose et Orlando Cole (en). Il fait ses débuts en 1961 avec l'Orchestre philharmonique de New York au Carnegie Hall,.
Orphelin à 17 ans (son père meurt d'un cancer en 1960 et sa mère deux ans plus tard dans un accident de voiture), il rejoint l'orchestre de Cleveland où il occupe le poste de premier violoncelle solo de 1964 à 1971,. 
Harrell débute en récital à New York en 1971 et poursuit dès lors une carrière internationale de récitaliste, chambriste et concertiste. Il est co-lauréat du premier prix Avery Fisher (en) en 1975 et devient un professeur recherché,. 
Il occupe la chaire Gregor Piatigorsky de violoncelle à la Thornton School of Music de l'université du Sud de la Californie à Los Angeles de 1987 à 1993, le poste de directeur musical du Los Angeles Philharmonic Institute de 1988 à 1991 et enseigne le violoncelle à la Shepherd School of Music de l'université Rice entre 2002 et 2009,. 
Lynn Harrell jouait sur un violoncelle Montagnana de 1720. Il possédait également un Stradivarius de 1673 ayant précédemment appartenu à la violoncelliste britannique Jacqueline du Pré, qu'il a surnommé du Pré en souvenir de cette dernière précocement disparue,.
Il vivait à Houston (Texas) avec sa femme, la violoniste Helen Nightingale.
Harell meurt le 27 avril 2020 à l’âge de 76 ans,, à Santa Monica,.

## Créations
Lynn Harrell est le créateur de plusieurs œuvres, de Marc-André Dalbavie (Trio no 1, 2008), Donald Erb (en) (Concerto pour violoncelle, également dédicataire, 1976), Karel Husa (Concerto pour violoncelle, 1989), Augusta Read Thomas (Concerto pour violoncelle no 3 « Legend of the Phoenix », 2013), Wolfgang Rihm (Sonate pour violon et violoncelle, avec Augustin Dumay, 1989), notamment.

## Récompenses
- Grammy Award for Best Chamber Music Performance[2] :
  - Trio pour piano en la mineur, op. 50 de Tchaïkovsky: Vladimir Ashkenazy, Lynn Harrell et Itzhak Perlman (1982) ;
  - L'Intégrale des trios pour piano de Beethoven: Vladimir Ashkenazy, Lynn Harrell et Itzhak Perlman (1988).

## Discographie sélective
- Camille Saint-Saëns, Concerto pour violoncelle et orchestre no 2, Édouard Lalo, Concerto pour violoncelle et orchestre, Gabriel Fauré, Élégie, Lynn Harrell, violoncelle, Radio-Symphonie-Orchester Berlin, dir. Riccardo Chailly, CD Decca, 1986.